# Свети Атанасий (Бела църква)
Вижте пояснителната страница за други значения на Свети Атанасий.
„Свети Атанасий“ (на гръцки: Αγίου Αθανασίου) е българска възрожденска православна църква в костурското село Бела църква (Аспроклисия), Егейска Македония, Гърция.
Църквата е гробищен храм, разположен на половин километър западно от селото на пътя за Нестиме. Построена е в 1851 година. В нея са запазени поствизантийски икони от по-стар храм.